# Lophiocarpaceae
Lophiocarpaceae là họ của khoảng 6 loài cây. Họ này mới được công nhận trong hệ thống APG III năm 2009 với 2 chi là Lophiocarpus và Corbichonia. Các loài cây này sinh sống tại châu Phi, đặc biệt tại khu vực tây nam châu lục này.
Trong hệ thống APG năm 1998 và hệ thống APG II năm 2003, chi Lophiocarpus được xếp trong họ Phytolaccaceae và chi Corbichonia thì xếp trong họ Aizoaceae hay đôi khi là họ Molluginaceae.